# Sandbjerg (Flensborg)
 For alternative betydninger, se Sandbjerg. (Se også artikler, som begynder med Sandbjerg)
Sandbjerg (dansk) eller Sandberg (tysk) er en administrativ bydel i det sydøstlige Flensborg med knap 6100 indbyggere . Bydelen omfatter Adelbylund (indlemmet i Flensborg i 1970), Fiskergaarden (indlemmet i 1875) og dele af Sønderup (indlemmet i 1974).
Stednavnet kan forklares ved beliggenheden på sandet jord . Sandbjerg er i dag et blandet boligområde med både parcelhuse, rækkehuse og etageboliger. Kvarterets bebyggelse indledtes i 1880'erne og 1890'erne med opførelsen af etageboliger på arealet syd for Sønder Hulvej, bygget af arbejdernes boligforening. I 1960'erne kom et højhuskvarter øst for Kancelligade til. Fra 1990'erne blev området udvidet mod sydøst, da universitet blev flyttet derned. Med den nyere udvikling er området blevet et populært bosted for studerende; en stor del af indbyggerne er under 30 år.